# Cour carrée
La Cour carrée, ou en long, la cour carrée du Louvre, est une cour du palais du Louvre.
Elle a été construite par étapes au fur et à mesure de la démolition progressive du château du Louvre.

## Les étapes d'une construction progressive
Source de tout ce paragraphe : 

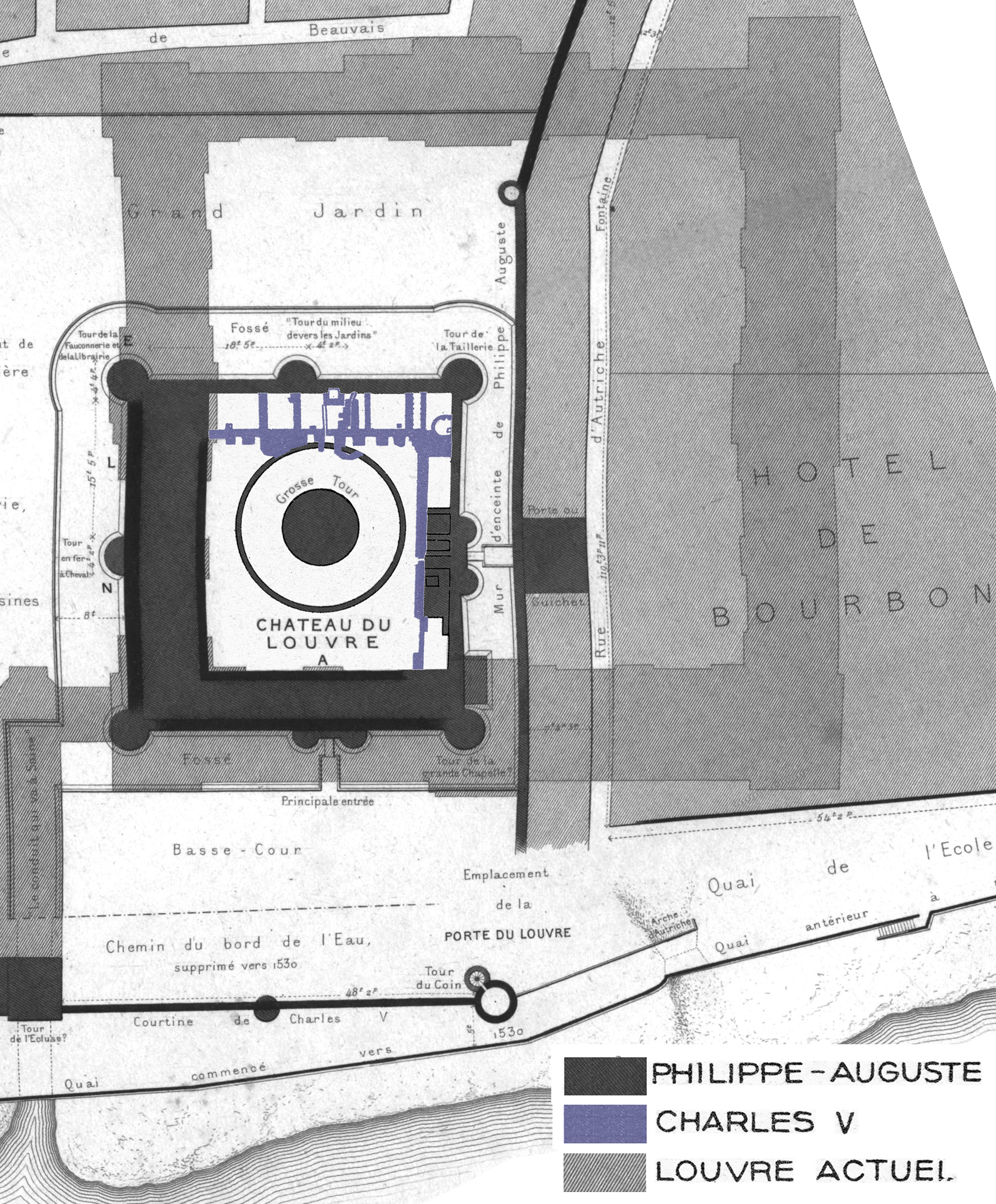
Plan montrant à la fois le château du Louvre et la Cour carrée.

De 1190 à 1215, Philippe-Auguste fait construire l'enceinte qui porte son nom autour de Paris pour protéger la capitale des anglais. Pour renforcer cette enceinte du côté ouest, il fait construire le château du Louvre, une forteresse importante avec quatre hauts murs protégés par des fossés inondés, des tours et un donjon.
À l'époque du roi Charles V (1364-1380), avec l'augmentation de la population, Paris s'est étendu largement au-delà de l'enceinte de Philippe-Auguste. Le roi fait construire une nouvelle enceinte qui englobe ces nouveaux quartiers et le château du Louvre se retrouve à l'intérieur de cette nouvelle enceinte. Il perd donc une grande partie de son intérêt militaire. Le roi fait transformer le château pour le rendre plus confortable avec l'ouverture de nombreuses fenêtres et l'ajout de cheminées et de tourelles, la création de jardins.
À son retour de captivité de deux ans en Italie et en Espagne après la défaite de Pavie (1525), le roi François Ier veut transformer le vieux château du Louvre en palais de style Renaissance comme ceux qu'il a connus pendant sa captivité. En 1528, il fait abattre en quatre mois seulement la Grosse Tour qui sert de donjon et qui occupe avec son fossé l'essentiel de la cour du château. En 1546, il demande à l'architecte Pierre Lescot et au sculpteur Jean Goujon de réaliser cette transformation. Son fils Henri II (1547-1559) poursuit son œuvre. Le mur ouest est détruit et reconstruit en palais Renaissance de même longueur de décembre 1546 à mars 1549 : c'est l'actuelle aile Lescot. Elle héberge la salle des gardes, aujourd'hui salle des caryatides, qui est une salle de fêtes et de bal. Elle verra des évènements historiques comme le mariage d'Henri IV, un épisode du massacre de la Saint-Barthélemy, la veillée mortuaire d'Henri IV, la première représentation de Molière devant Louis XIV le 16 octobre 1658.

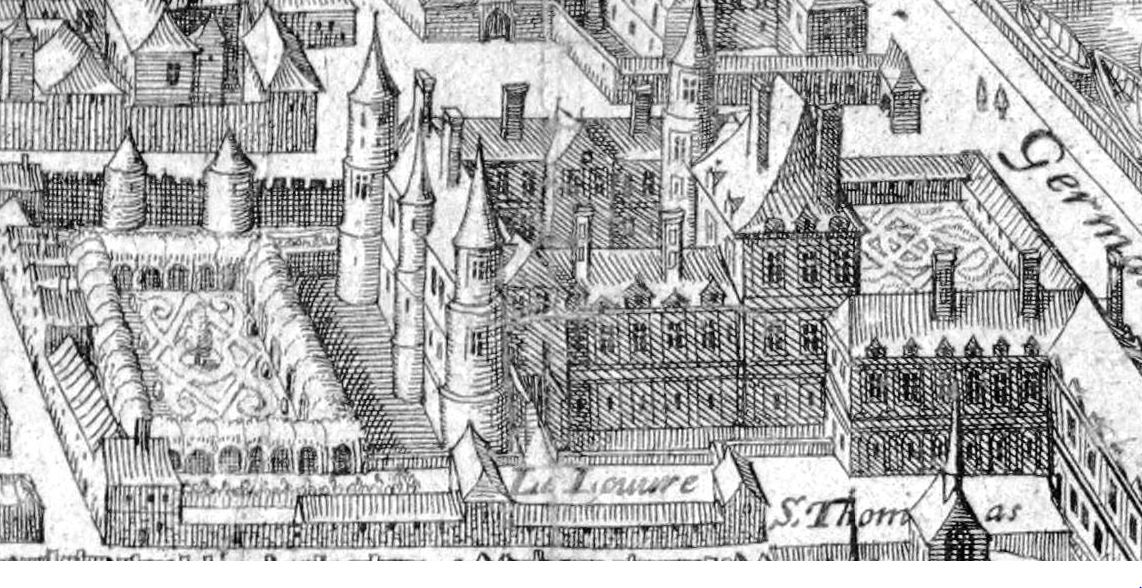
Le château du Louvre sur un plan de 1615 avec deux murs encore médiévaux et deux murs Renaissance.

Henri II fait ensuite détruire et reconstruire le mur sud (1553-1556) avec à l'angle la création du pavillon du roi. À ce stade, le bâtiment est très hétérogène vu que deux côtés sont des palais de style Renaissance et les deux autres restent ceux du château médiéval avec murailles, créneaux et tours.
La reine Catherine de Médicis privilégie plutôt la construction de son palais des Tuileries. Et Henri IV privilégie sa galerie au bord de l'eau c'est-à-dire la réunion du Louvre et des Tuileries mais il a déjà l'intention de quadrupler la taille de la cour du château du Louvre avec l'extension des bâtiments déjà construits.

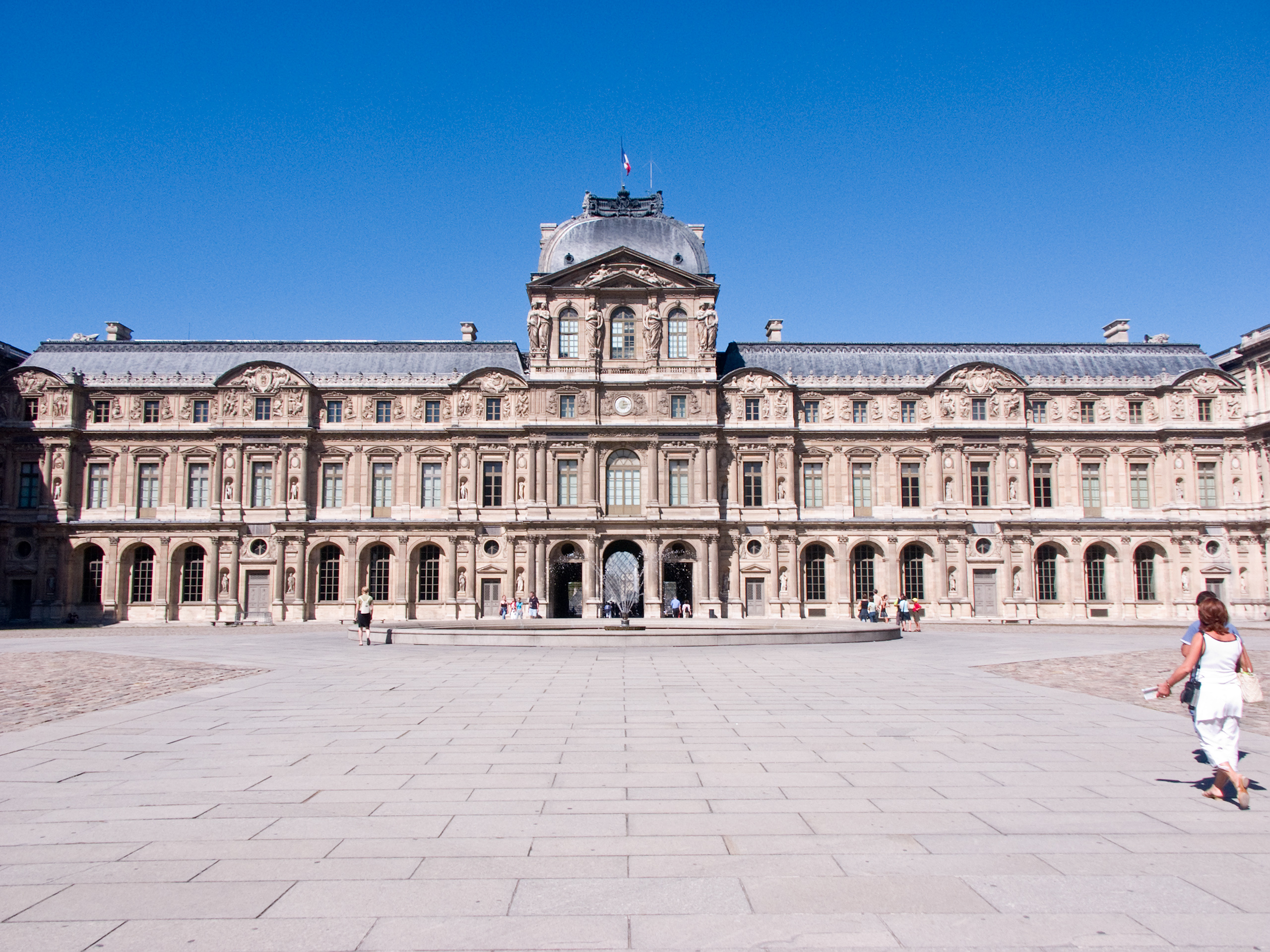
Côté ouest de la Cour carrée avec l'aile Lescot, le Pavillon de l'Horloge et l'aile Lemercier.

C'est Louis XIII qui fait détruire le mur nord du château (1624). L'aile Lescot avait été construite pour une cour de la taille de celle du château. Ce n'était pas évident de l'intégrer dans une cour dont les côtés seraient deux fois plus longs. L'idée du nouvel architecte Jacques Lemercier est de dupliquer cette aile au nord : ce sera l'aile Lemercier actuelle (1636). Et d'installer un pavillon entre les deux : le pavillon de l'Horloge, aujourd'hui pavillon Sully.
C'est Louis XIV qui fait abattre le mur est par l'architecte Louis Le Vau. Les deux derniers murs abattus (nord et est) ont simplement été rasés et les fossés comblés. Leurs fondations sont restées intactes. C'est ce qui permettra de les redécouvrir au XIXe siècle (1866) et de mettre au jour leur base lors des travaux du Grand Louvre : c'est la collection actuelle du Louvre médiéval.
Louis XIV fait doubler en longueur l'aile sud et construire l'aile nord. Trois des côtés de la Cour carrée sont alors en place. Il reste à construire l'aile est qui est importante car elle fait face à la ville dont les bâtiments sont tout proches. Ce doit être la nouvelle entrée principale du Louvre. Après un concours lancé par Colbert, le roi décide de la construction de la colonnade du Louvre sur la façade extérieure du côté est (1665) par Claude Perrault et Louis Le Vau. Les travaux s'éternisent car il faut acheter les terrains et les maisons devant la future colonnade pour dégager la vue (le roi n'a pas le pouvoir d'expropriation). De plus, le roi privilégie le château de Versailles à partir de 1674.
Louis XIV décide aussi de doubler la largeur de l'aile sud (1670). C'est ce qui fait qu'aujourd'hui, on a deux séries de salles : côté Cour carrée celles du musée de Charles X ; côté Seine, celles de la galerie Campana avec essentiellement des vases grecs. Mais ces travaux de l'aile sud ne seront achevés qu'un siècle plus tard.
Après le départ de la cour pour Versailles, les bâtiments inachevés hébergent des artistes. Des constructions hétérogènes apparaissent dans la cour.
Après les abandons et les dégradations de la Révolution, Louis XVIII fait restaurer le Louvre et appose son monogramme (deux L de caractères bâton se tournant le dos) sur les trois façades extérieures de la Cour carrée (dont la colonnade), alors qu'il n'a fait que les restaurer.

Les étapes de la transformation :
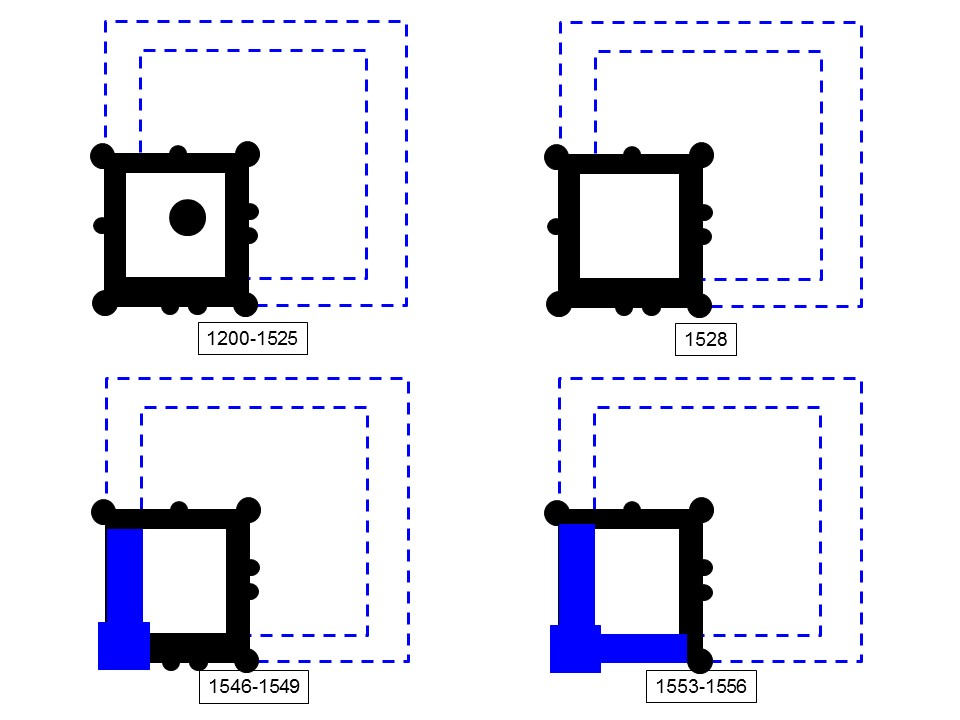
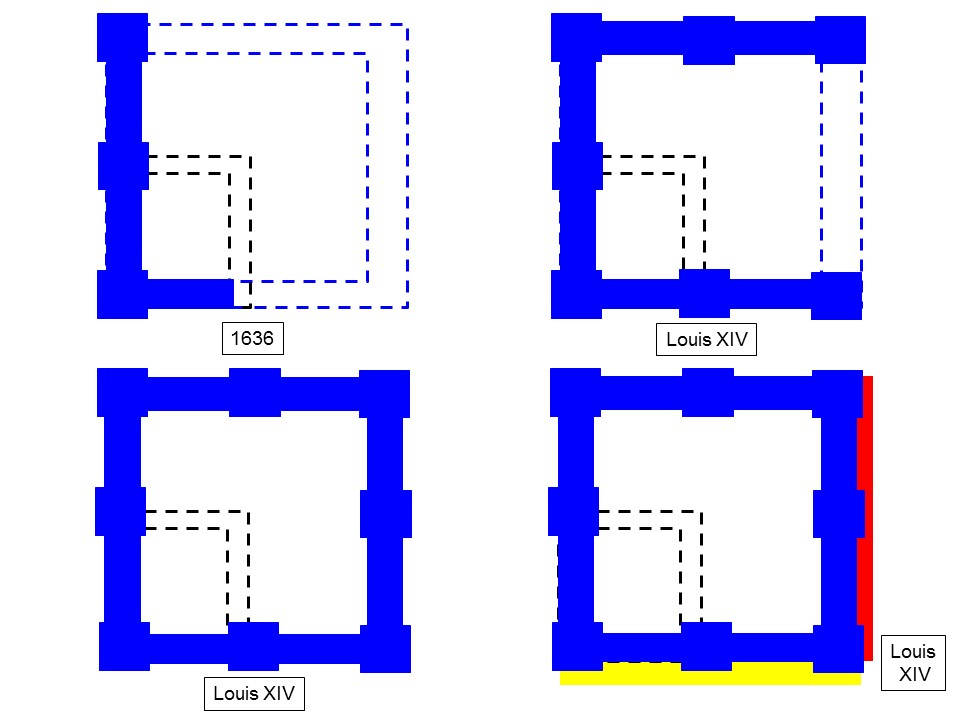

## Description

Plan de la Cour carrée.

Les bâtiments forment un carré d'environ 160 mètres de côté. Ils s'articulent sur huit ailes que ponctuent, du nord-ouest à l'ouest, huit pavillons dénommés :
- le pavillon de Beauvais ;
- le pavillon de Marengo, au nord ;
- le pavillon nord-est ;
- le pavillon central (ou pavillon Saint-Germain-l'Auxerrois, à l'est. Il est bordé à l'extérieur par la colonnade du Louvre ;
- le pavillon sud-est ;
- le pavillon des Arts, au sud ;
- le pavillon du Roi ;
- le pavillon Sully (ancien pavillon de l’Horloge), à l'ouest, reconnaissable à son horloge, ses quatre groupes de deux cariatides monumentales, ses frises d’enfants et sa haute toiture en dôme, prototype de tous les dômes du Louvre selon une harmonie recherchée par les architectes successifs).

De part et d'autre du pavillon Sully s'étendent :
- l’aile Lescot, construite de 1546 à 1558, vers le pavillon du Roi à gauche[3] ;
- l’aile Lemercier, construite en 1639, vers le pavillon de Beauvais à droite.

Au centre de cette cour, une fontaine.

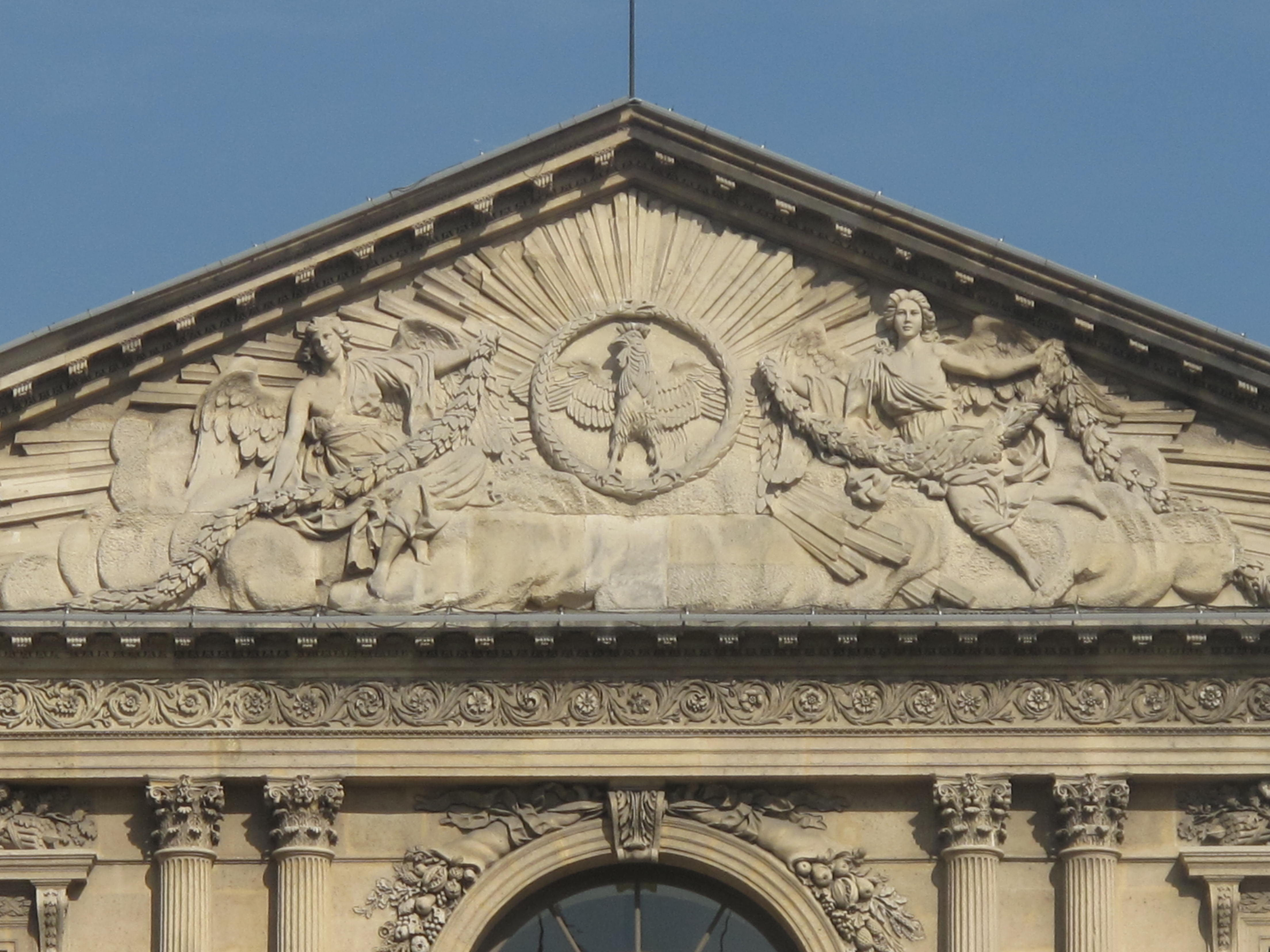
Coq républicain au fronton du pavillon central de l'aile est.

Bien que les bâtiments aient été construits sur une période de 250 ans, ils montrent une grande homogénéité. Le rez-de-chaussée et les deux étages présentent des successions de fenêtres, bas-reliefs, statues dans des niches. Les souverains ont voulu laisser leur monogramme sur les parties qu'ils ont construites. C'est ainsi qu'on trouve ceux d'Henri II, Charles IX, Henri IV, Louis XIII et Louis XIV. Cela permet de suivre l'histoire de la construction.
La République n'a pas voulu être en reste et a installé un coq dans le fronton du pavillon central de l'aile est.

## Exemple de sculptures

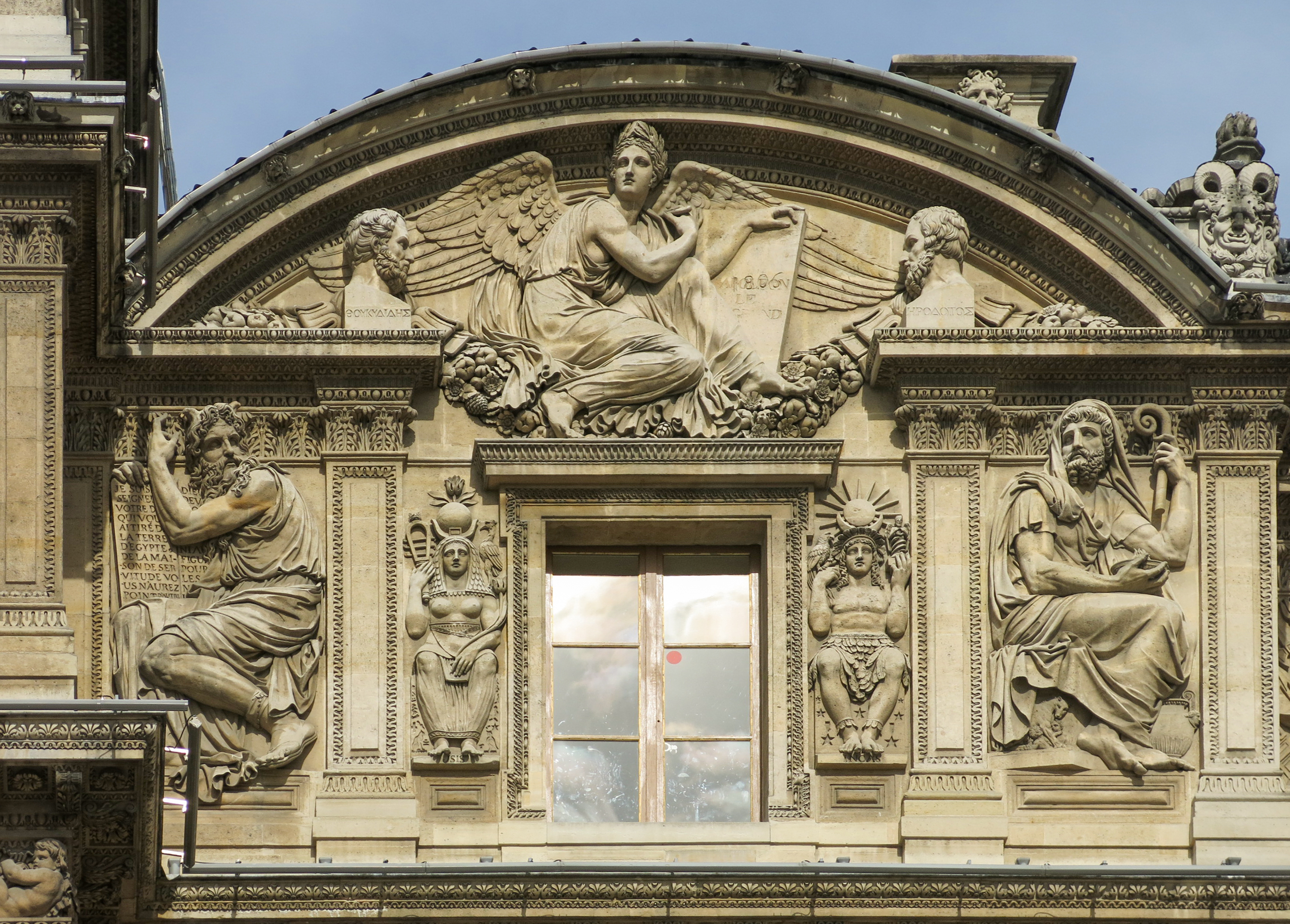

Tous les reliefs et statues de la Cour carrée représentent des allégories ou des personnages précis.
Voici l'exemple de la première fenêtre à gauche au 2e étage de l'aile Lemercier, donc contre le pavillon de l'Horloge. Au dessus de la fenêtre, une allégorie de la Loi. Puis au niveau de la fenêtre de gauche à droite : Moïse avec les tables de la loi, la déesse égyptienne Isis avec un sistre, l'empereur inca Manco Cápac avec le soleil dont il est le fils, Numa Pompilius le deuxième roi de la monarchie romaine.